# テスターちゃん
『テスターちゃん』は、まつによる漫画作品。WEBにて2017年4月から連載中である。『新人さんからわかるソフトウェアテスト解説マンガ』がキャッチコピー。この漫画を読むことで、ソフトウェアテストについての基礎がある程度理解できるようになることをコンセプトとしている。
作者自身も現役でQAエンジニアを務め、本人の経験が漫画に散りばめられている。

## ストーリー
とあるアプリ・ウェブサービスのIT企業に新入社員・並岡九華（きゅん）がやってきた。九華が配属された先はQA部。
QAという言葉すら知らない九華は、QA部の先輩社員たちにソフトウェアテストのいろはを教わりながら育っていく。

## 登場人物

### 主要人物
並岡九華（なみおか きゅうか 通称：きゅん）
本作の主人公で、QA部に配属された新人。ソフトウェアテストの知識は全くなく、凛太朗たちに教わりながら成長をしている。華の髪飾りとアホ毛、すぐ涙目になることが特徴。
表情がコロコロと変わり面白いため、大田にからかわれることも多い。
誕生日は6月13日で青森県出身の15歳。。趣味はマンガ本集め。
習慣はお風呂上りのボディチェック。ウエスト周りが最近とても気になり始めている。
好きなものはお菓子（特にチョコレート系）。苦手なものは虫全般である。
皆守凛太朗（みながみ りんたろう 通称：りんちゃん）
九華の指導役と共に、九華たちのリーダーポジション。性別は男である。性別上は男であり中身も男だが、可愛いものが好きである。
見た目が女性であること、それら服が似合う事、自分自身が男であることを認めている。「ボク」は「ボク」である。
名前の通り、みんなを守りたいという男気を備えている。
ソフトウェアテストに関しては上流から下流まで全体的に経験をしており、知識は豊富である。
7月13日生まれの福岡出身の18歳。趣味は読書、映画である。映画はホラー系を好んで見る。
可愛いものを身に着けることも好き。デスクも可愛いものが置かれている。
好きな食べ物はカレーである。かなりの量を食べる。だって男の子だもん。
気質は世話焼きでつい周りの世話を焼いてしまう。人の苦労まで一緒に背負い込んでしまうこともある。
好きな言葉は「あきらめたらそこで試合終了だよ」
また、家ではシーズーを飼っている。名前はヨーゼフ。
漆原兎子（うるしばら うさこ 通称：ウサコ）
探索的テストが得意なメンバー。テスト実行を得意としている。
趣味として、自社他社構わず探索的テストをかけてツイートすることと筋トレ。
特に筋トレは業務の合間合間で行っており、常にダンベルを会社に常備していたりする。
誕生日は9月15日の広島出身の19歳。健康系美少女で巨乳ではあるが、本人は特に気にせず、あぐらで椅子に座ったり筋トレをしたりと無防備。
口調もかなり男勝。
性格は熱しやすく冷めやすい。何事も信じやすく納得しやすい、とにかく真っすぐな性格である。
大田とは家が近所という事もあり幼馴染である。ケンカするほど仲が良い。
いつ頃からか大田のことは意識していたりするが、本人も隠しているつもりだし、大田も鈍すぎて気づいてはいない。
好きなものはプロテインバー（グラノーラ）である。
大田徳治（おおた とくじ）
チームの自動テストを受け持つエンジニア。
典型的なオタクであり、一昔前のオタク語を好んで使う。
体重は100キロを超えているが、まだまだ大きくなっている。
また自称りんちゃん親衛隊隊長である。
誕生日は2月26日の広島出身の24歳。性格は面倒くさがり屋で手を抜くためには全力を尽くすというプログラマ気質を持っている。
ウサコとはよくケンカする仲。なんだかんだ言いつつ、ウサコのいう事は聞いたりする。
趣味は機会を作ったりプログラムを作ったりすることと、フィギュア集めである。
好きなものはマックとポテト、コーラである。

### リーダー陣
長岡源十郎（ながおか げんじゅうろう）
九華たちの部の部長。
誕生日は11月29日の46歳、肩こり腰痛もちである。
君臨し統治せずとはいうが、リーザに仕事を任せっきりという話もある。
なぜか言わなくても状況を把握していたり、察していたり、先読みが鋭い。カンが動物並みである。
趣味は多種多様で、その時好きなものになんでも手を出す。思い付きに死ぬほど金をかけたりする愛すべきバカである。
役職は裁量労働制のため習慣的に遅れて出社している。重役出社だよ、と自分で言っている。
リーザに迷惑ばかりかけているが、お互いそういう立ち位置というところに収まっている。リーザを信頼している。
好きなものは和食。
リザベータ・バターピッチ・タプテキン（通称：リーザ）
九華たちの部の主任。
誕生日は12月24日、ロシア出身の26歳。スーツが似合うクール系女性である。
生真面目で冗談が通じなく、几帳面で折り目正しい。そのせいでよく長岡部長のジョークの的になっている。
バリバリと仕事をこなすキャリアウーマンである。
冷徹に見えるが面倒見がとても良い。特に部長の面倒はしっかり見ている。手綱を握っているといったほうが正しい。
趣味は料理。酒も好きで、ウイスキーやウォッカをたしなむ。
生食は苦手であり、刺身や寿司は食べられない。
フレンチや洋食を好んでいる。

## 書籍情報
- まつ『テスターちゃん』既刊4巻
  1. 2017年10月22日初版発行
  2. 2018年4月22日初版発行
  3. 2018年10月8日初版発行
  4. 2019年4月17日初版発行
  5. 2019年12月14日初版発行